# Novascotian
Novascotian – kanadyjska gazeta wydawana w Halifaksie od 1824. Zaprzestano jej wydawania w latach 20. XX wieku. Obecnie Novascotian to tytuł dodatku do The Chronicle Herald.